# Anna Bengtsson (illustratör)
Anna Bengtsson född 1951 i Vreta klosters församling, är en svensk illustratör, grafisk formgivare och barnboksförfattare.

## Biografi
Bengtsson utbildade sig på KV konstskola i Göteborg 1975–1976 och därefter under fyra år på Konstfack i Stockholm. Hon är representerad vid bland annat Nordiska Akvarellmuseet.
Hon har gett ut ett antal egna barnböcker, men också illustrerat barn- och ungdomsböcker för till exempel Åsa Lind, Joar Tiberg, Solja Krapu-Kallio, Stefan Casta, Anneli Jordahl, Marie Rådbo, Birgit Lönn, Helena Dahlbäck, Ylva Karlsson, George Johansson, Anna-Karin Palm, Siv Widerberg, Bisse Falk, Lena Kallenberg med flera.

## Priser och utmärkelser
- Elsa Beskow-plaketten 1994[3]